# Île Figueroa
Pour les articles homonymes, voir Figueroa.
L’île Figueroa (en espagnol : Isla Figueroa) est une île du Chili. 

## Géographie

### Situation et caractéristiques physiques
Elle se situe dans le Sud-Ouest du Chili.